# Gaëtan Haas
Gaëtan Haas, född 31 januari 1992, är en schweizisk professionell ishockeyforward som spelar för Edmonton Oilers i National Hockey League (NHL). Han har tidigare spelat för EHC Biel och SC Bern i Nationalliga A (NLA) och HC Ajoie i Nationalliga B (NLB).
Haas blev aldrig NHL-draftad.

## Statistik
| 2009–2010  | EHC Biel        | NLA        | 14  | 2  | 1   | 3   | 6   | 7  | 1  | 0  | 1  | 2  |
| 2010–2011  | EHC Biel        | NLA        | 29  | 0  | 0   | 0   | 4   | 1  | 0  | 0  | 0  | 0  |
|            | HC Ajoie        | NLB        | 1   | 0  | 0   | 0   | 0   | —  | —  | —  | —  | —  |
| 2011–2012  | EHC Biel        | NLA        | 43  | 6  | 7   | 13  | 10  | 5  | 0  | 1  | 1  | 2  |
| 2012–2013  | EHC Biel        | NLA        | 49  | 2  | 7   | 9   | 8   | —  | —  | —  | —  | —  |
| 2013–2014  | EHC Biel        | NLA        | 29  | 4  | 2   | 6   | 12  | 12 | 0  | 3  | 3  | 2  |
| 2014–2015  | EHC Biel        | NLA        | 49  | 8  | 16  | 24  | 20  | 7  | 1  | 2  | 3  | 4  |
| 2015–2016  | EHC Biel        | NLA        | 38  | 9  | 16  | 25  | 8   | 12 | 3  | 2  | 5  | 8  |
| 2016–2017  | EHC Biel        | NLA        | 44  | 11 | 22  | 33  | 4   | 1  | 0  | 0  | 0  | 0  |
| 2017–2018  | SC Bern         | NLA        | 47  | 15 | 26  | 41  | 18  | 11 | 2  | 6  | 8  | 2  |
| 2018–2019  | SC Bern         | NLA        | 50  | 15 | 23  | 38  | 14  | 9  | 4  | 3  | 7  | 2  |
| 2019–2020  | Edmonton Oilers | NHL        | 1   | 0  | 0   | 0   | 0   | —  | —  | —  | —  | —  |
| NHL totalt | NHL totalt      | NHL totalt | 1   | 0  | 0   | 0   | 0   | —  | —  | —  | —  | —  |
| NLA totalt | NLA totalt      | NLA totalt | 392 | 72 | 120 | 192 | 104 | 65 | 11 | 17 | 28 | 22 |

### Internationellt
| Källa: Uppdaterad: 2019-10-03 | Källa: Uppdaterad: 2019-10-03 | Källa: Uppdaterad: 2019-10-03 |         | Utv = Utvisningsminuter | Utv = Utvisningsminuter | Utv = Utvisningsminuter | Utv = Utvisningsminuter | Utv = Utvisningsminuter |
| År                            | Lag                           | Mästerskap                    | Matcher | Mål                     | Assists                 | Poäng                   | Utv                     |                         |
| ----------------------------- | ----------------------------- | ----------------------------- | ------- | ----------------------- | ----------------------- | ----------------------- | ----------------------- | ----------------------- |
| 2009                          | Schweiz                       | U18                           | 6       | 2                       | 3                       | 5                       | 0                       |                         |
| 2010                          | Schweiz                       | U18                           | 6       | 0                       | 2                       | 2                       | 2                       |                         |
| 2011                          | Schweiz                       | JVM                           | 6       | 0                       | 0                       | 0                       | 0                       |                         |
| 2012                          | Schweiz                       | JVM                           | 6       | 3                       | 0                       | 3                       | 2                       |                         |
| 2016                          | Schweiz                       | VM                            | 3       | 0                       | 0                       | 0                       | 2                       |                         |
| 2017                          | Schweiz                       | VM                            | 8       | 2                       | 1                       | 3                       | 0                       |                         |
| 2018                          | Schweiz                       | OS                            | 4       | 0                       | 1                       | 1                       | 0                       |                         |
| 2018                          | Schweiz                       | VM                            | 10      | 3                       | 2                       | 5                       | 0                       |                         |
| 2019                          | Schweiz                       | VM                            | 8       | 1                       | 2                       | 3                       | 2                       |                         |
| Junior totalt                 | Junior totalt                 | Junior totalt                 | 24      | 5                       | 5                       | 10                      | 4                       |                         |
| Senior totalt                 | Senior totalt                 | Senior totalt                 | 33      | 6                       | 6                       | 12                      | 4                       |                         |